# 8582 Kazuhisa
8582 Kazuhisa è un asteroide della fascia principale. Scoperto nel 1997, presenta un'orbita caratterizzata da un semiasse maggiore pari a 3,1246348 UA e da un'eccentricità di 0,2177253, inclinata di 4,11426° rispetto all'eclittica.
L'asteroide è dedicato al giapponese Kazuhisa Mishima, curatore scientifico per l'astronomia al Centro delle Scienze di Kurashiki.